# Srđan Aleksandrović
Srđan Aleksandrović (...) è un ex giocatore di football americano e allenatore di football americano serbo, che ha giocato nel ruolo di offensive lineman.